# GSC3458-650
GSC3458-650 — хімічно пекулярна зоря спектрального класу B, що має видиму зоряну величину в смузі V приблизно 10,7.
Вона  розташована на відстані близько 2145,8 світлових років від Сонця.